# Codăești
Codăești is een Roemeense gemeente in het district Vaslui.
Codăești telt 4800 inwoners.